# Sistemi di scrittura mesoamericani
I sistemi di scrittura mesoamericani sono creazioni originali dei popoli che abitarono la Mesoamerica durante l'epoca preispanica che furono impiegati per registrare eventi importanti nello sviluppo di quei popoli. Al pari della Mesopotamia, della Cina e dell'Egitto, la Mesoamerica è uno dei luoghi in cui lo sviluppo della scrittura ebbe luogo in maniera indipendente. La scrittura dei popoli mesoamericani — o almeno i sistemi che hanno potuto essere decifrati parzialmente fino ai giorni nostri — combinano logogrammi con elementi sillabici, che si suole qualificare solitamente come scrittura geroglifica. Le indagini archeologiche hanno documentato l'esistenza di meno di una decina di differenti sistemi di scrittura precolombiani in Mesoamerica, anche se le carenze dei metodi per datarli rendono molto difficile sapere qual è il più antico e, per ciò stesso, determinare quale servì da base per lo sviluppo degli altri.
Il più conosciuto di questi sistemi indigeni di scrittura è la scrittura maya del periodo classico. Alcuni frammenti della letteratura precolombiana mesoamericana sono stati conservati grazie all'impiego dell'alfabeto latino della lingua spagnola nella trascrizione delle tradizioni orali dei popoli che vissero al tempo della Conquista. Queste trascrizioni furono realizzate in certi casi — come il Popol Vuh dei quiché in Guatemala o i testi degli informatori di Sahagún nel Centro del Messico — nelle lingue degli stessi indigeni, il che ha permesso di gettare qualche luce su come erano quelle lingue al tempo della Conquista. In quel tempo furono distrutti numerosi codici mesoamericani — come nel caso dell'Auto de Maní, in cui Diego de Landa bruciò circa ventisette codici yucatechi; o il caso di Juan de Zumárraga che ordinò la distruzione di vari scritti indigeni a Texcoco —, di modo che sono pochissimi i documenti indigeni che sono giunti fino ai giorni nostri.

## Scrittura olmeca

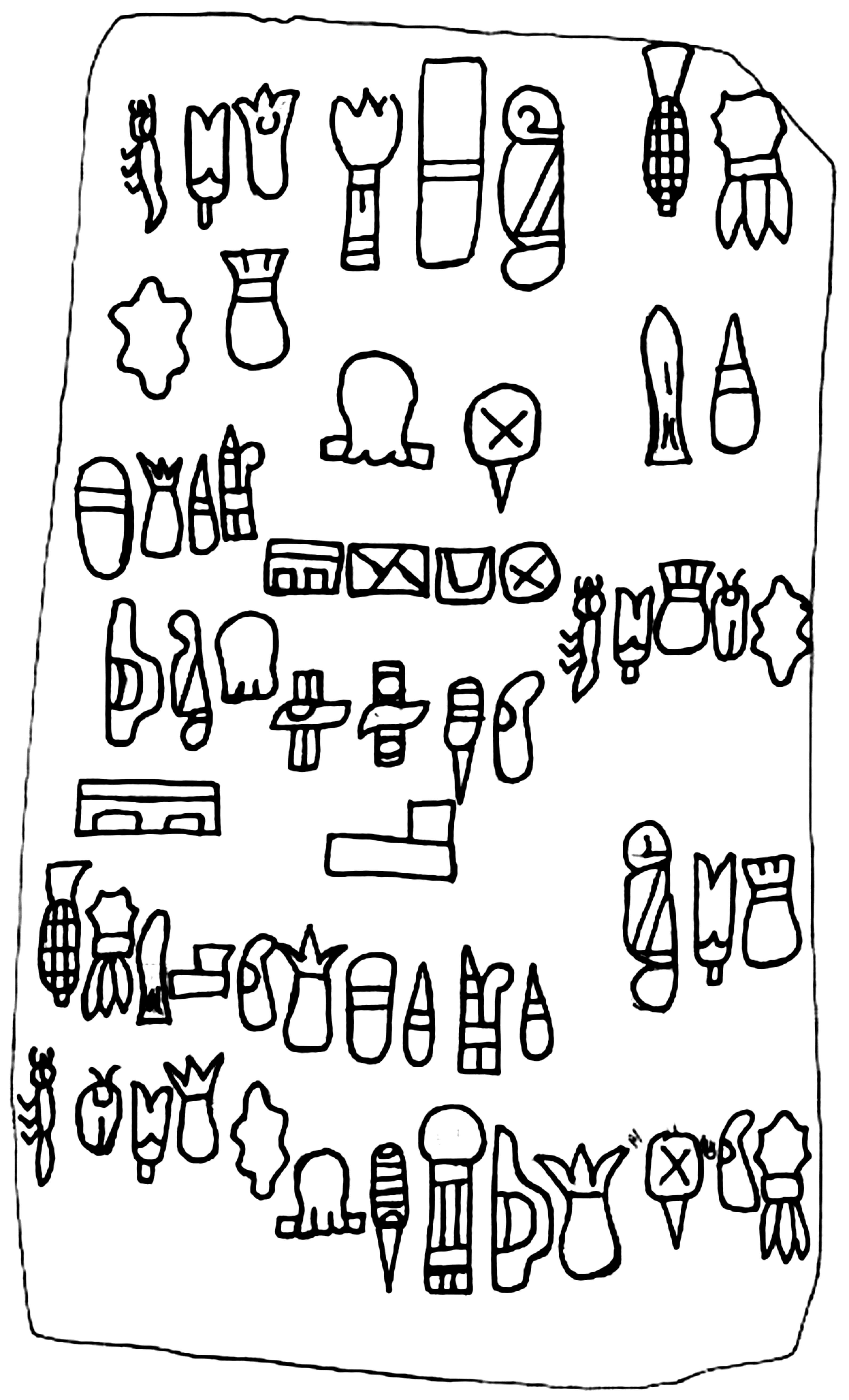
I 62 glifi della pietra di Cascajal.

Vari dei più antichi pezzi di ceramica olmeca mostrano rappresentazioni iconografiche che potrebbero essere codici, il che suggerisce che l'impiego della carta di amatl e di una scrittura ben sviluppata esisteva dall'epoca in cui gli Olmechi vissero la loro fioritura. Molto diffusa è anche l'idea che i glifi rappresentati nella scultura monumentale conosciuta come Monumento dell'Ambasciatore — Monumento 13 di La Venta — rappresentino un'antica forma di scrittura olmeca. Questa supposizione fu rafforzata nel 2002 mediante l'annuncio dello scoperta di simboli simili nel giacimento di San Andrés (a occidente del Tabasco), i quali sono stati datati mediante carbonio-14 intorno all'anno 650 a.C. (Pohl, 2002: 8). 
Nel settembre 2006, un rapporto pubblicato dalla rivista Science annunciava la scoperta dalla pietra di Cascajal, un blocco di modeste dimensioni (36 per 21 cm, con uno spessore di 13 cm) scolpito nel serpentino con 62 caratteri incisi che non erano simili ad altri trovati nei giacimenti archeologici mesoamericani. La pietra fu scoperta dagli attuali abitanti della cosiddetta area nucleare olmeca ed è stata datata dagli archeologi approssimativamente all'anno 900 a.C. (Rodríguez Martínez et al., 2006; Terrae Antiquae, 2006). Se l'autenticità e il calcolo sull'epoca nella quale fu prodotta la pietra fossero confermati, la pietra di Cascajal diventerebbe la testimonianza della scrittura mesoamericana più antica che si conosca.
D'altra parte, si è proposto che il sistema di scrittura chiamato epiolmeca possa essere la testimonianza della scrittura abituale della società olmeca prima del suo declino definitivo.

## Scrittura zapoteca

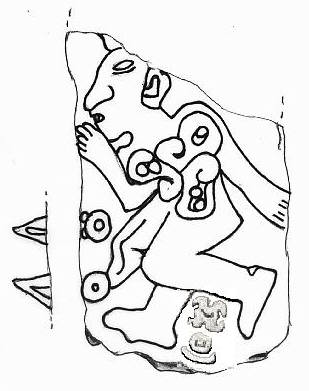
Monumento 3 di San José Mogote. I due simboli graffitati tra le gambe del personaggio rappresentato indicano il suo nome. 1 Terremoto.

Un altro candidato a occupare il posto del primo sistema di scrittura sviluppato in Mesoamerica è quello creato dagli Zapotechi. Lo sviluppo di questo popolo ha le sue origini in un'epoca contemporanea agli Olmechi, anche se la sua prima fioritura corrisponde al tempo in cui questi ultimi cominciavano il processo di decadenza, alla fine del Preclassico tardo mesoamericano. In quel tempo, gli Zapotechi dominarono uno stato imperialista che aveva come centro l'antica città di Monte Albán. Vari monumenti di questo sito conservano ampi registri scritti. Esempio di ciò sono le stele dell'Edificio J, che commemorano le conquiste della città; oppure i Danzanti, che sono rappresentazioni dei signori sottomessi dall'élite di questa città, il cui nome originale si ignora. Alcuni di questi signori sono riconosciuti come portatori di informazioni calendaristiche, però la maggior parte del sistema di scrittura degli Zapotechi continua a non essere decifrato (Urcid Serrano, 1997: 42-53). L'esecuzione dei glifi nelle stele è più rozza dei segni impiegati nelle sculture maya del Classico, per cui alcuni epigrafisti hanno creduto che la scrittura zapoteca sia meno fonetica del sillabario maya. 
I più antichi indizi della scrittura zapoteca sono il Danzante di San José Mogote, che si conosce ufficialmente con il nome di Monumento 3. Questa stele possiede un rilievo nel quale appare un prigioniero che sarà consegnato al sacrificio ed è stato mutilato. Tra le sue gambe si trovano due segni che corrispondono al suo nome calendaristico. La stele fu datata in prima battuta tra i secoli V e VI a.C., per cui la si considerò l'iscrizione più antica che si fosse trovata in Mesoamerica. Tuttavia, alcuni archeologi hanno in seguito espresso dubbi sulla certezza di questa datazione (Romero Frizzi, 2003).
Il sistema di scrittura zapoteca fu impiegato unicamente fino alla fine del Periodo classico, tappa dalla quale provengono le ultime iscrizioni zapoteche.

## Scrittura epiolmeca o istmiana

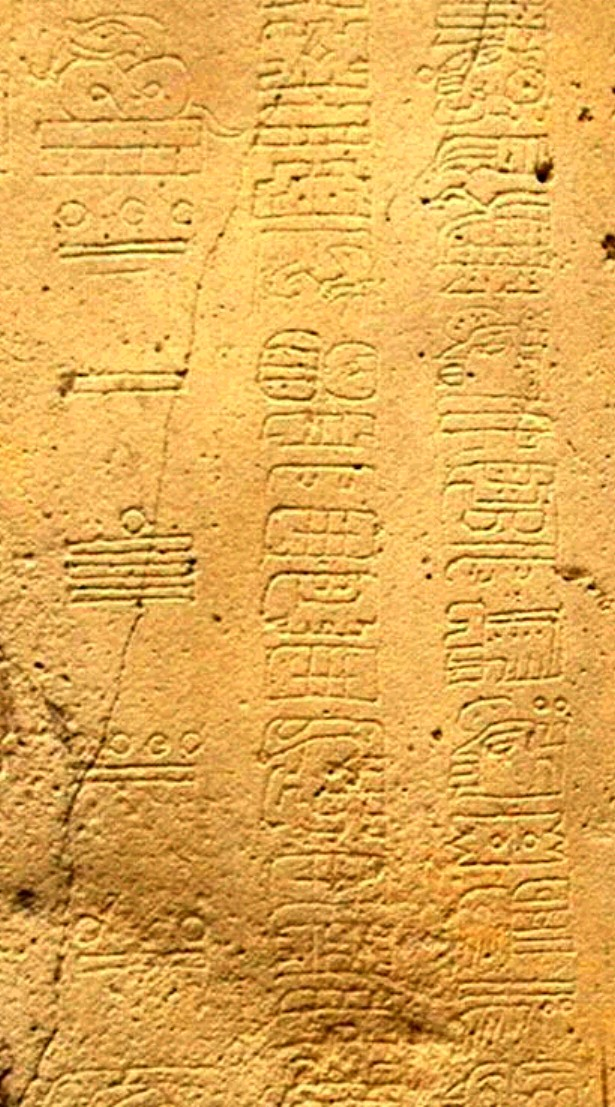
Dettaglio che mostra che mostra tre colonne di segni della Stele 1 di La Mojarra. Attualmente si trova nel Museo di antropologia di Xalapa (Veracruz). Le due colonne di destra corrispondono alla scrittura epiolmeca, e la terza è una data nel calendario di lungo computo mesoamericano, corrispondente a 8.5.16.9.9 (162 d.C.).

Un piccolo numero di pezzi archeologici trovati nell'Istmo di Tehuantepec mostrano indizi di un altro sistema di scrittura mesoamericano di considerevole antichità. In questi resti archeologici si può trovare evidenza di informazioni calendaristiche, ma il codice non è stato decifrato. I più estesi di queste testimonianze scritte nel sistema epiolmeco corrispondono alla Stele 1 di La Mojarra e alla Statuetta di Tuxtla. 
La escritura epiolmeca è abbastanza simile al sistema classico dei Maya bastante. Secondo Justeson (1986: 447), il sistema di scrittura conosciuto come epiolmeco o istmiano è una derivazione dell'antico sistema impiegato dagli Olmechi, imparentato con altri sistemi di scrittura impiegati nel sudest della Mesoamerica, incluse la scrittura classica maya e le scritture izapane. La relazione tra questi sistemi di scrittura è sostenuta dalla grande somiglianza dei segni scritti, l'impiego di affissi nei testi e nelle iscrizioni corrispondenti al calendario di lungo computo. Infatti, questo è il testo della Stele di Chiapa di Corzo, quella che contiene l'iscrizione più antica conosciuta nel sistema di lungo computo, che solitamente si associa con i Maya del Classico (Pérez de Lara e Justeson, 2007). Questa iscrizione corrisponde all'anno 36 a.C., nel Preclassico tardo mesoamericano. 
Alcuni autori hanno suggerito che la scrittura istmiana potrebbe essere predecessore del sistema classico delle Terre Alte dell'area maya, anche se il gruppo umano che impiegò il sistema istmiano non deve essere necessariamente imparentato linguisticamente con i popoli maya. Nel 1993 Justeson e Kaufman pubblicarono un testo che conteneva una proposta di interpretazione del sistema di scrittura epiolmeca o istmiano. Fra le altre cose, entrambi gli autori hanno proposto relazioni linguistiche tra la scrittura epiolmeca ed il proto mixe-zoqueano — antecedente alle attuali lingue mixe e zoque —. Il sillabario epiolmeco di Justeson e Kaufman (2001) è stato criticato da autori come Stephen Houston e Michael D. Coe, i quali, basandosi sulla proposta di Justeson e Kauffman, non poterono decifrare un testo epiolmeco precedente e sconosciuto a questi ultimi due autori.

## Scrittura della cultura di Izapa

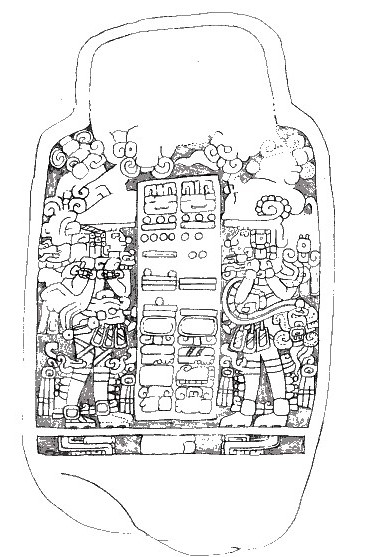
Stele 5 di Takalik Abaj (Guatemala).

La regione del Pacifico guatemalteco fu lo scenario dove si sviluppò la cultura di Izapa che, secondo Michael D. Coe, è uno dei legami che uniscono gli Olmechi con i Maya del Classico. Questa cultura prende nome dal sito archeologico di Izapa (sud del Chiapas), dove sono state recuperate alcune stele che danno testimonianza di un sistema di scrittura particolare che fa parte del gruppo sudorientale delle scritture mesoamericane discendenti da quella olmeca (Justeson, 1986: 447). Insieme alle varie stele di Izapa, altre testimonianze scritte che si conoscono della cultura di Izapa sono quelle corrispondenti agli importanti siti di Takalik Abaj e Kaminaljuyú, entrambi in Guatemala. 
La filiazione della scrittura e della lingua degli abitanti di Kaminaljuyú, uno dei siti più conosciuti del Preclassico tardo della costa sud del Guatemala, è oggetto di controversia tra gli specialisti del tema. Alcuni trovano che questo sistema di scrittura sia molto vicino a quello epiolmeco o istmiano; altri suppongono che sia un antecedente diretto della scrittura maya del Classico; per altri è un sistema misto che incorpora elementi delle scritture mixe-zoqueana e maya, e altri credono che non esista evidenza sufficiente per dare una descrizione definitiva e appropriata. Quale sia la lingua rappresentata nel sistema di scrittura di Kaminaljuyú — e in altri associati a questo — è ugualmente oggetto di discussione. Per alcuni, è probabile che si tratti di una lingua mixe-zoqueana, oppure che si tratti di un sistema bilingue. In questo senso, si fanno congettura sulla possibilità che la scrittura izapana sia una rappresentazione condivisa da una lingua maya e da una mixe-zoqueana; oppure, che si tratti di un sistema di rappresentazione di due lingue maya — probabilmente cholano-tzeltalana o poqom (Mora-Marin, 2005: 63-64).

## Scrittura maya

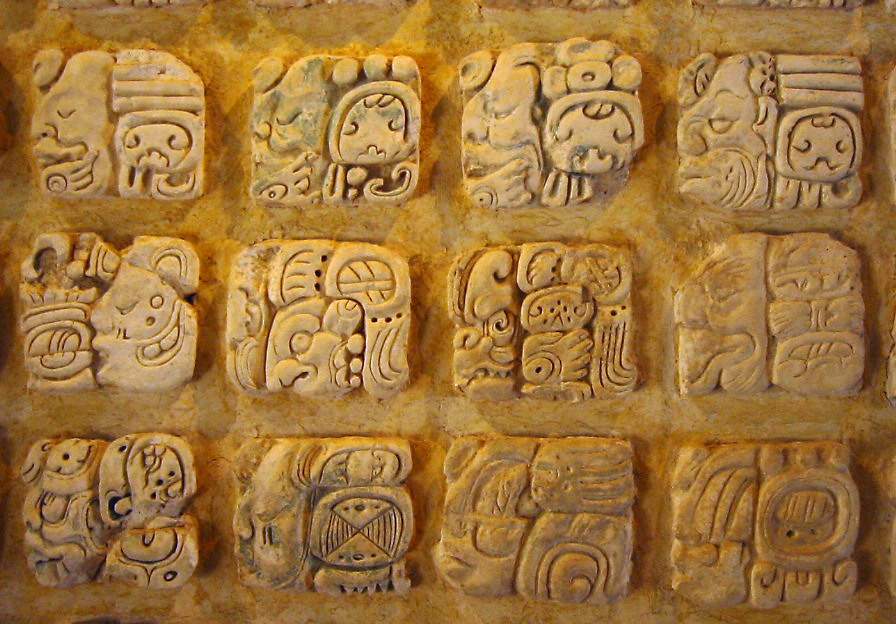
Glifi maya in stucco. Museo del sito della Zona archeologica di Palenque (Messico).

Anche se si suole ritenere che la scrittura maya fu sviluppata dopo la scrittura epiolmeca — che ebbe la sua origine nell'Istmo di Tehuantepec —, ci sono nuove indagini che sono venute a porre in dubbio questa asserzione. Secondo gli scavi archeologici realizzati a San Bartolo (Saturno, Stuart e Beltrán, 2006) esiste evidenza dell'impiego dei glifi maya in tempi tanto antichi come il III secolo a.C., il che supporrebbe che l'apparizione di questo sistema di scrittura sia stata anteriore a ciò che si credeva prima. Le vestigia più antiche che testimoniano l'impiego della scrittura maya includono le iscrizioni rupestri di Naj Tunich e La Cobanerita (Petén). Tuttavia, sono più conosciuti i testi provenienti dalle grandi urbi del Classico, come Palenque (Chiapas), Copán (Honduras) e Tikal (Guatemala).
La scrittura maya è una delle meglio conosciute dell'area mesoamericana e la si considera come una delle più complesse di questa regione. I testi maya includono non solo informazioni calendaristiche, bensì testi completi che vertono sulla visione del mondo di questi popoli e sulla loro storia. Si conoscono intorno a 700 glifi maya, sebbene solo circa tre quarti di essi siano stati decifrati. Il codice è basato su una mescolanza di logogrammi ed elementi sillabici che in alcuni contesti rappresentano fonemi come nelle scritture alfabetiche. 
Lavori chiave nel deciframento di questa scrittura sono costituiti dall'opera di Yuri Knorozov, linguista sovietico al quale si devono varie delle piste che hanno guidato le indagini posteriori nella scrittura maya. A partire dal decennio del 1960, altri linguisti e archeologi hanno seguito i passi di Knorozov, tra loro Tatiana Proskouriakoff e Michael D. Coe.

## Scrittura ñuiñe
Molto poco si è potuto avanzare nella conoscenza del sistema di scrittura ñuiñe, che fu impiegato nella Mixteca Baja durante il Periodo classico. Le somiglianze tra questo e la scrittura zapoteca rendono difficile il già complicato lavoro di decifrare il codice, perché aggiunge la complessità di delimitare qual è l'ambito di distribuzione di entrambi i sistemi di scrittura (Urcid Serrano, 1997: 43). Secondo Rodríguez Cano (2003), le produzioni grafiche ñuiñe si trovano distribuite in un territorio che abbraccia i distretti oaxaqueni di Silacayoapan, Huajuapan de León e Juxtlahuaca, così come la regione di Acatlán nello stato di Puebla. 
Come il sistema zapoteco, la scrittura ñuiñe impiega il sistema di punti e linee per la rappresentazione di numerali — dove un punto rappresenta l'unità e una barra rappresenta il numero cinque, segni che con uguali valori furono impiegati nella numerazione maya — e condivide con il primo alcuni glifi corrispondenti ai venti giorni del calendario precolombiano che fu impiegato in quella regione. L'informazione contenuta nei messaggi pittografici ñuiñe corrisponde fondamentalmente alle informazioni calendaristiche, e dà conto dell'impiego dei due calendari comuni ai popoli precolombiani della Mesoamerica — uno solare, di 360 giorni, e un altro rituale, di 260 — (Rodríguez Cano, 2003). Questi messaggi sono stati raccolti da stele e pitture rupestri nella Mixteca Baja. Tra essi ci sarebbero da segnalare le pitture di Puente Colosal, nella valle di Coixtlahuaca (Urcid, 2004).

## Scrittura mixteca

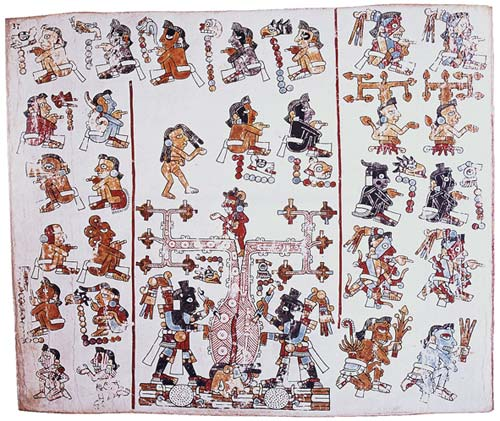
Tavola 37 del Codice Yuta Tnoho. In essa si narra la nascita dei primi esseri terrestri, gli ñuhu, a partire dalla Madre Pochote nella Valle del Tabaco Ardiendo.

Molto più tardi dei sistemi anteriormente segnalati, la scrittura mixteca cominciò a essere impiegata nel XIII secolo. Si tratta di un sistema semasiografico. Fu impiegato dai Mixtechi preispanici, e molte delle sue caratteristiche passarono poi a sistemi di scrittura come quelli dei Mexica e quello chiamato Mixteca-Puebla, la cui appartenenza etnica è oggetto di dibattito tra gli specialisti. Il sistema mixteco di scrittura si componeva di un insieme di segni e rappresentazioni figurative che servivano come una specie di piste nei racconti che erano ricostruiti que eran reconstruidos oralmente dagli iniziati nel codice — solitamente sacerdoti e altri membri della classe alta mixteca.
La scrittura mixteca si conserva in vari oggetti archeologici che sopravvissero al passare del tempo e alla Conquista spagnola. Tra essi si trovano quattro codici preispanici lavorati su pelle di cervo conciata e ricoperta di stucco. Questi codici si leggono in senso bustrofedico, cioè a zigzag, seguendo delle linee rosse che indicano il percorso della lettura (Jansen, 1982). La maggior parte della conoscenza attuale sulla scrittura dei mixtechi è il prodotto dell'opera di Alfonso Caso, che intraprese il compito di decifrare il codice sulla base di un insieme di documenti precolombiani e coloniali della cultura mixteca.
Come altri sistemi mesoamericani di scrittura, quelli mixtechi disponevano di un insieme di simboli che permettevano loro di registrare date storiche. Tuttavia, ignoravano il lungo computo, caratteristica delle scritture del sudest della Mesoamerica. Invece, i codici che si conservano registrano eventi storici di questo popolo precolombiano, specialmente quelli relazionati con l'espansionismo nell'era di Ocho Venado, signore di Tilantongo.

## Scrittura mexica
Come altri popoli del Postclassico mesoamericano, i Mexica impiegavano la carta amal o la pelle di cervo come supporto per l'elaborazione dei loro amoxtli. Il sistema di scrittura dei mexica è fortemente imparentato con quello dei Mixtechi, tanto nello stile di rappresentazione quanto nelle risorse di cui disponevano. Secondo alcune fonti, la scrittura mexica era erede della tradizione di Teotihuacan (Ancient Scripts, s.d.; Lambarén, 2006), la cui scrittura non è stata indagata ampiamente, in un certo modo perché si pensa che i Teotihuacani mancassero di scrittura (Duverger, 2000); malgrado quanto sopra,  pesar de lo anterior, Taube (2000) e Lambarén (2006) hanno cercaro di studiare il sistema di scrittura della Città degli Dei in maniera più strutturata. Nessun amoxtli mexica sopravvisse alla Conquista, alcuni dei codici del centro del Messico prodotti nell'epoca coloniale sono copie di antichi codici mexica i cui originali furono perduti. Si pensa che i codici del gruppo Borgia furono elaborati nella regione Mixteca-Puebla per incarico dei Mexica, anche se furono realizzati seguendo esattamente lo stile di quella zona.